# Refuge (EP)
Refuge è un EP del gruppo musicale power metal tedesco Rage, pubblicato nel 1993 dalla Victor Entertainment per il solo mercato giapponese su licenza della Noise Records.

## Il disco
Il disco contiene l'omonima canzone, presente sull'album The Missing Link, e tre cover: Truth Hits Everybody dei Police, I Can't Control Myself dei The Troggs e Beyond the Pale dei The Mission, . Nel 2002 le tre cover sono state inserite come bonus tracks nella ristampa di The Missing Link.

## Tracce
1. Refuge – 3:42 (Peter Wagner)
2. Truth Hits Everybody – 2:29 – cover dei Police
3. I Can't Control Myself – 2:52 – cover dei The Troggs
4. Beyond the Pale – 6:37 – cover dei The Mission

## Formazione
- Peter "Peavy" Wagner - voce, basso
- Manni Schmidt - chitarra
- Chris Efthimiadis - batteria